# Oberried am Brienzersee
Oberried am Brienzersee je obec v kantonu Bern, v okrese Interlaken-Oberhasli. Žije zde 459 obyvatel.

## Geografie
Oberried am Brienzersee se nachází v pohoří Berner Oberland na severním břehu Brienzského jezera. Ve směru hodinových ručiček od severu sousedí s obcemi Flühli, Brienz, Niederried bei Interlaken a Habkern. Z obce vede průsmyk Ällgäuwlicka, který je vyhrazen pro pěší, do oblasti horního toku řeky Emme u Kemmeribodenbad. Nejvyšší horou je Tannhorn (2221 m n. m.) nedaleko průsmyku Ällgäuwlicka.

## Historie

Letecký pohled (1956)

První zmínka o obci pochází z roku 1303 jako Obirnriet. Je zmiňována v majetku kláštera v Interlakenu v letech 1411 a 1439. Během reformace připadla obec v roce 1528 Bernu a stala se součástí dolního soudu Brienz v bernském panství Interlaken. Obyvatelé se živili rybolovem, zemědělstvím na břehu řeky a v aluviálním vějíři potoka Hirscherenbach a vysokohorským zemědělstvím. V 19. století se řada obyvatel kvůli nedostatku příležitostí k výdělku vystěhovala do jiných částí Švýcarska i do zahraničí.

## Obyvatelstvo
| Vývoj počtu obyvatel | Vývoj počtu obyvatel | Vývoj počtu obyvatel | Vývoj počtu obyvatel | Vývoj počtu obyvatel | Vývoj počtu obyvatel | Vývoj počtu obyvatel | Vývoj počtu obyvatel | Vývoj počtu obyvatel | Vývoj počtu obyvatel | Vývoj počtu obyvatel | Vývoj počtu obyvatel | Vývoj počtu obyvatel | Vývoj počtu obyvatel | Vývoj počtu obyvatel | Vývoj počtu obyvatel |
| -------------------- | -------------------- | -------------------- | -------------------- | -------------------- | -------------------- | -------------------- | -------------------- | -------------------- | -------------------- | -------------------- | -------------------- | -------------------- | -------------------- | -------------------- | -------------------- |
| Rok                  | 1850                 | 1880                 | 1900                 | 1930                 | 1950                 | 1960                 | 1970                 | 1980                 | 1990                 | 2000                 | 2010                 | 2015                 | 2019                 | 2023                 |                      |
| Počet obyvatel       | 590                  | 659                  | 539                  | 570                  | 653                  | 595                  | 492                  | 454                  | 504                  | 485                  | 482                  | 447                  | 443                  | 469                  |                      |

## Doprava
V obci se nachází železniční stanice na trati společnosti Zentralbahn (bývalá Brünigbahn), spojující Interlaken a Lucern.
Obcí prochází také kantonální silnice a má lodní přístaviště na jezeře. V zimě musely být železniční trať a silnice někdy uzavřeny kvůli lavinám nebo ohrožení. V těchto případech jezdily lodě, které běžně jezdí jen v létě, výjimečně i v zimě.